# Paul Georges Dieulafoy

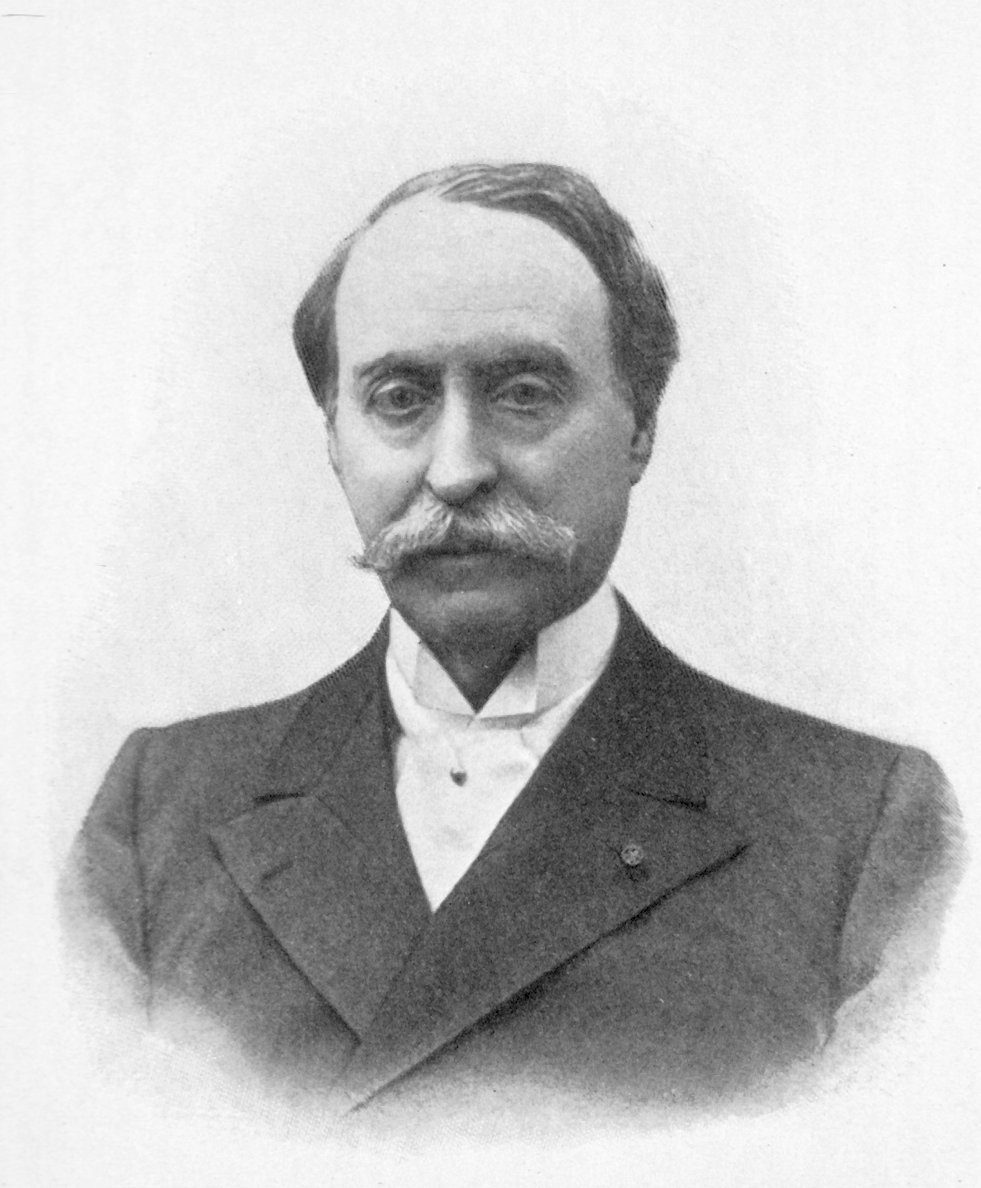

Paul Georges Dieulafoy (*  18. November 1839 in Toulouse; † 16. August 1911 in Paris) war ein französischer Chirurg und Pathologe.

## Leben und Wirken
Paul Georges Dieulafoy studierte an der Pariser Sorbonne und wurde dort 1869 mit einer Arbeit über Typhus (De la mort subite dans da fièvre typhoide) promoviert. Im gleichen Jahr entwickelte er eine Apparatur zur Aspiration von Exsudaten („Dieulafoy-Apparat“), die vorwiegend bei der Entfernung von Pleuraergüssen der Lunge Anwendung fand. Marcel Proust beschreibt diese Apparatur im dritten Band seines Romans „Auf der Suche nach der verlorenen Zeit“ (1920/21); Proust verarbeitet in diesem Roman auch die Person von Dieulafoy selbst.
1886 erhielt Dieulafoy eine Professur für Pathologie an der Sorbonne und arbeitete unter anderem am Pariser Hôtel-Dieu.
Nach ihm ist eine besondere Form des Magenulkus benannt, der sogenannte Dieulafoy-Ulcus, sowie die Symptome eines akuten Abdomens bei einer hämorrhagischen Pankreatitis (Dieulafoy-Pankreaskrise). Er beschrieb die Symptomentrias aus Hyperästhesie (Überempfindlichkeit) der Haut, Abwehrspannung und muskulärer Kontraktion am McBurney-Punkt bei akuter Appendizitis (Dieulafoy-Trias).

## Werke (Auswahl)
- De l’aspiration pneumatique sous-coutanée. Méthode de diagnostic et de traitement, Paris 1870 (engl. Übersetzung London 1870)
- Du diagnostic et du traitement des kystes hydratiques et des abscès du foie par aspiration, Paris 1872
- Traité de l’aspiration des liquides morbides, Paris London 1873
- Manuel de pathologie interne, zuletzt 11. Auflage, Paris 1898
- Clinique médical de l’hôtel-Dieu de Paris, 4 Bände Paris (Masson et Cie) 1896 bis 1899
- Exulceratio simplex: Leçons 1-3. In: G. Dieulafoy (Hg.): Clinique medicale de l'Hotel Dieu de Paris. Paris 1898, S. 1–38